# جون آرثر كلارك
جون آرثر كلارك هو محامي وسياسي كندي، ولد في 8 يونيو 1886 في كندا، وتوفي في 18 يناير 1976. حزبياً، نشط في حزب كندا المحافظ. وقد انتخب عضو مجلس العموم الكندي.